# Joseph Bessala
Joseph Bessala (ur. 19 kwietnia 1941 w Duali, zm. 25 kwietnia 2010 w Jaunde) – kameruński bokser wagi półśredniej.
Bessala rozpoczął profesjonalną karierę od wygranej przez nokaut w pierwszej rundzie z Belgiem Jeanem-Pierre'em Heirmannem.
Największym sukcesem Bessala było zdobycie w 1968 roku podczas igrzysk olimpijskich w Meksyku srebrnego medalu. W finale przegrał z niemieckim bokserem Manfredem Wolke. Oprócz medalu olimpijskiego Kameruńczyk wywalczył też złoty medal igrzysk afrykańskich w Brazzaville.